# Schloss Oberviehhausen

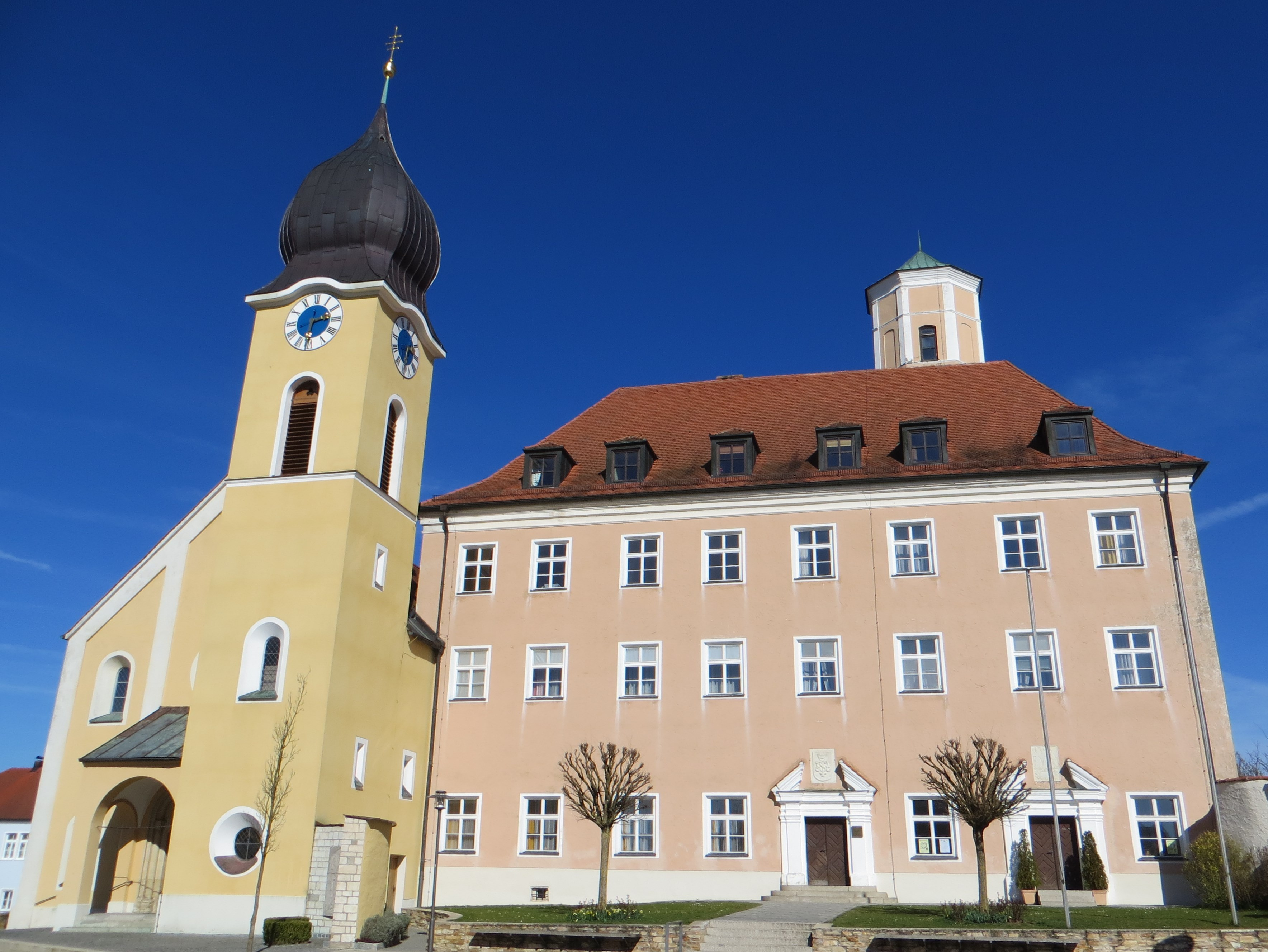
Schloss Oberviehhausen mit Pfarrkirche

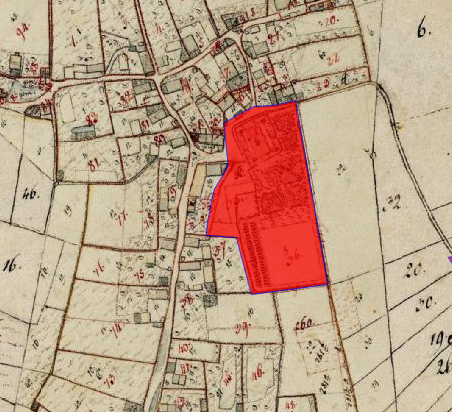
Lageplan des Schlosses Oberviehhausen auf dem Urkataster von Bayern

Das ehemalige Schloss Oberviehhausen und heutige Pfarrhaus ist ein denkmalgeschütztes Gebäude am Kirchplatz 6 im Ortsteil Viehhausen der Gemeinde Sinzing im Landkreis Regensburg (Bayern). Die Anlage ist unter der Aktennummer D-3-75-199-43 als denkmalgeschütztes Baudenkmal von Viehhausen verzeichnet. Ebenso wird sie als Bodendenkmal unter der Aktennummer D-3-7037-0030 im Bayernatlas als „archäologische Befunde des Mittelalters und der frühen Neuzeit im Bereich der ehem. Schlosses von Viehhausen, zuvor mittelalterliche Burg Oberviehhausen“ geführt.

## Geschichte
Das Erbauungsjahr der Burg Oberviehhausen ist nicht bekannt. Eine Niederungsburg wurde aber 1435 erstmals urkundlich erwähnt, sie wechselte im Laufe der Jahrhunderte öfter den Besitzer. Die Hofmark Oberviehhausen gehörte zunächst den Chamerauern, danach Hadamar von Laaber, ab 1435 den Reisachern, dann Hans Schelhamer und um 1570 Leonhard Sauerzapf; ab 1600 kam der Besitz auf dem Heiratsweg an die Freiherren von Rosenbusch. Im Dreißigjährigen Krieg wurde die Hofmark von den Schweden zerstört und erst 1681 lässt Franz Wilhelm Rosenbusch das Anwesen als kleines Schloss im Barockstil wieder aufbauen. Ehemals gab es eine barocke Gartenanlage. Der heutige Klostersaal war die Schlosskapelle. Der letzte der Rosenbuschs war der 1768 verstorbene Franz Peter von Rosenbusch. Er hinterließ seinen Besitz seiner Ehefrau Maria Johanna, geboren von Lerchenfeld.
Nach dem Aussterben der Linie der Rosenbuschs fällt die Hofmark Viehhausen 1777 zuerst an Franz von Lerchenfeld-Brennberg, wechselte dann aber häufig seine Besitzer. 1848 wurde das Anwesen versteigert und von Friedrich Pustet, Besitzer einer Papierfabrik in Alling, erworben. 1852 wurde das Schloss von den Klarissen in ein Kloster und eine Mädchenschule umgewandelt, das später von den Serviten benutzt wurde.

## Baubeschreibung

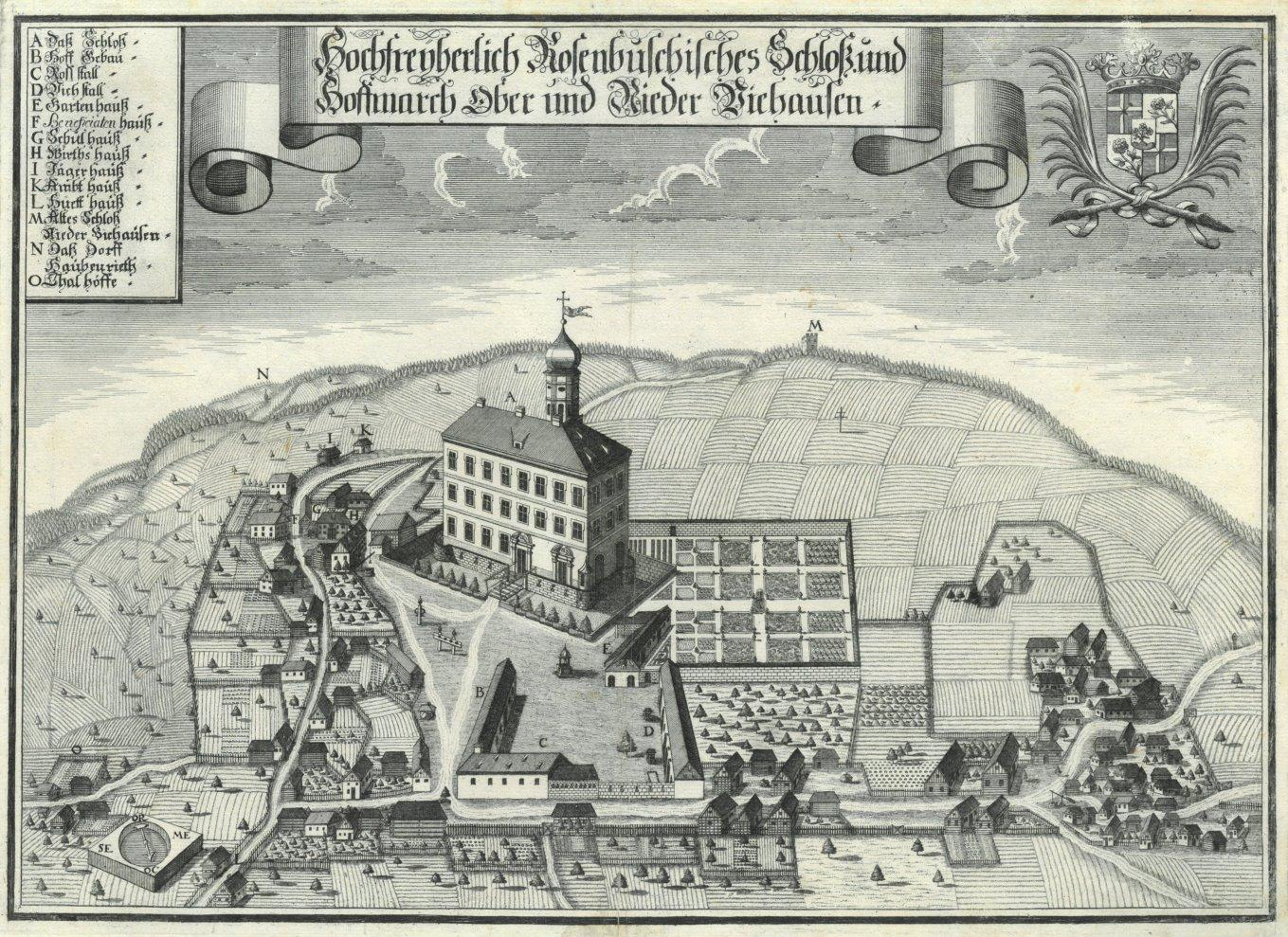
M. Wening: Schloss Oberviehhausen

Wie man aus dem Stich von Michael Wening von 1721 erkennen kann, lag südlich des Schlosses eine ausgedehnte Gartenanlage. Neben dem Schloss stand das Gärtnerhaus, an das sich mehrere Hofgebäude und Stallungen anschlossen.
Das Schloss ist heute ein dreigeschossiger Walmdachbau mit Pilastergliederungen, einem Turm mit Zeltdach und Hausteinportalen von um 1700. Die Schlossmauer mit Portal ist barock. Heute steht neben dem Schloss die Pfarrkirche von Viehhausen.
In dem Schloss war von 1852 bis 1974 das Klarissenkloster Viehhausen und von 1978 bis 1989 ein Servitenkloster untergebracht. Heute dient das Gebäude als Pfarrhaus von Viehhausen.